# Faïencerie
Une faïencerie est une fabrique d'objets en faïence, objets décoratifs ou vaisselle de table.

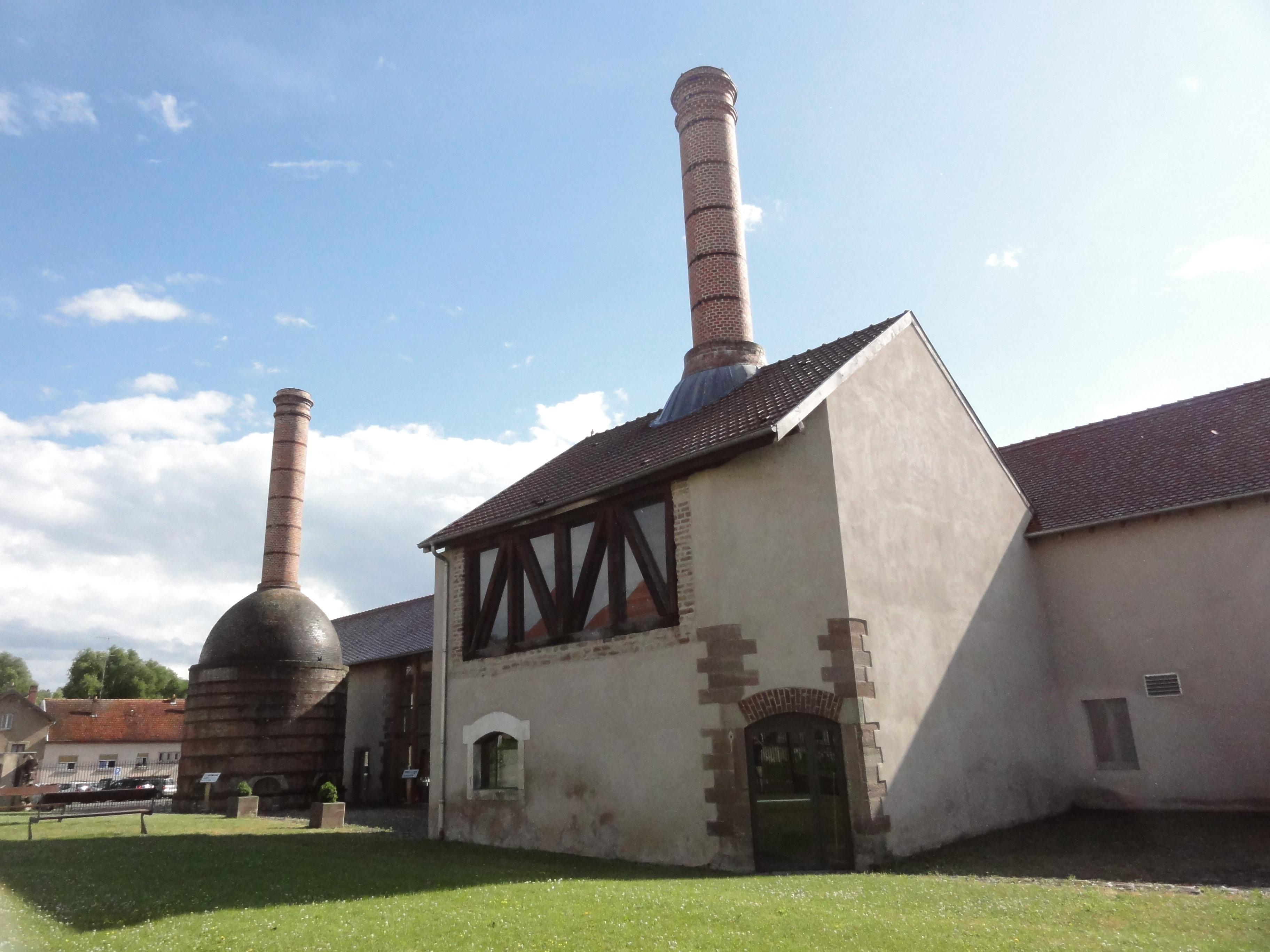
La faïencerie de Niderviller en Moselle.

Parmi les plus connues, on trouve en France :
- la faïencerie de Lunéville-Saint-Clément ;
- les faïenceries de Martres-Tolosane ;
- HB-Henriot, la faïence de Quimper ;
- la faïencerie de Gien ;
- les faïenceries Boulenger de Choisy-le-Roi ;
- la faïencerie de Saint-Pair-sur-Mer ;
- la faïencerie de Pornic ;
- la faïencerie de Saint-Gilles-Croix-de-Vie ;
- la faïencerie de Niderviller ;
- la faïencerie de Castres ;
- la faïencerie Esbérard d'Apt ;
- la faïencerie Bourg-Joly Malicorne;
- la manufacture Clérissy à Moustiers-Sainte-Marie aux XVIe et XVIIe siècles ;
- les faïenceries de Saint-Jean-du-Désert à Marseille au XVIIIe siècle.
- la faïencerie de Sarreguemines